# 러시아의 시간대
| USZ1 | ■ 칼리닌그라드 시간     | MSK-1 (UTC+02:00) |
| MSK  | ■ 모스크바 시간         | MSK (UTC+03:00)   |
| SMAT | ■ 사마라 시간           | MSK+1 (UTC+04:00) |
| YEKT | ■ 예카테린부르크 시간   | MSK+2 (UTC+05:00) |
| OMST | ■ 옴스크 시간           | MSK+3 (UTC+06:00) |
| KRAT | ■ 크라스노야르스크 시간 | MSK+4 (UTC+07:00) |
| IRKT | ■ 이르쿠츠크 시간       | MSK+5 (UTC+08:00) |
| YAKT | ■ 야쿠츠크 시간         | MSK+6 (UTC+09:00) |
| VLAT | ■ 블라디보스토크 시간   | MSK+7 (UTC+10:00) |
| MAGT | ■ 마가단 시간           | MSK+8 (UTC+11:00) |
| PETT | ■ 캄차카 시간           | MSK+9 (UTC+12:00) |

러시아의 시간대는 2014년 10월 26일 이후 UTC+2부터 UTC+12까지 있다.

## 역사
러시아는 영토가 넓기 때문에 태양시를 사용했다가 근대에 오면서 표준시가 제정되었다. 1930년 6월 21일 소련은 전국의 시간대를 한시간 당겼다. 소련의 해체기에 다른 공화국은 시간대를 한시간 뒤로 돌렸지만 러시아는 적용하지 않았다. 

### 1992년
노보시비르스크주의 시간이 한시간 늦춰졌다.

### 2002년
톰스크주의 시간이 한시간 늦춰졌다.

### 2009년
사마라 시간이 모스크바 시간에, 캄차카 시간이 마가단 시간에 흡수되었다.

### 2011년
일광절약시간이 진행 중이던 시기에 제정된 법에 따라 일광절약시간제를 폐지하고, 한 시간 당긴 시간대로 쭉 고정하기로 변경되었다. 쿠릴 열도의 시간대가 마가단 시간에서 블라디보스토크 시간으로 변경되었다.

### 2014년
10월 26일부터 러시아 대부분의 지역에서 시간을 한 시간 늦췄다. 이 때 우드무르트 공화국과 사마라주는 시간 변경을 하지 않았고, 이로 인해 UTC+5인 사마라 시간이 부활했고, 마가단주는 변경된 블라디보스토크 시간에 맞춰 시간이 두 시간 늦춰졌다. 캄차카 지방과 축치 자치구는 시간 변경을 하지 않아 캄차카 시간 역시 부활했다. 또 사하 공화국의 일부와 쿠릴 열도 북부가 기존의 블라디보스토크 시간인 스레드네콜림스크 시간으로 변경되었다.

### 2016년
사할린주와 마가단주가 스레드네콜림스크 시간과 같은 시간을 따르게 되어 마가단 시간으로 명칭 변경되었다.